# 다크에덴2
《다크에덴2》는 소프톤 엔터테인먼트에서 제공하는 온라인 게임이다. 다크에덴의 후속작이다. 원작인 다크에덴의 200년 후 배경을 그린 이야기를 주제로 스토리가 구성되어 있다. 2014년 개발이 시작되었다.